# Mộng Hoa Lục
Mộng Hoa Lục (tiếng Trung: 梦华录, bính âm: Mèng huá lù) là bộ phim truyền hình cổ trang Trung Quốc phát sóng năm 2022 do Dương Dương đạo diễn, biên kịch bởi Trương Nguy với sự tham gia của các diễn viên nổi tiếng như Lưu Diệc Phi, Trần Hiểu, Lâm Duẫn, Liễu Nham cùng các diễn viên khác.
Phim được cải biên dựa trên bộ hí kịch kinh điển Triệu Phán Nhi phong nguyệt cứu phong trần của nhà viết kịch Quan Hán Khanh (thời Nguyên), một trong những nhà viết kịch vĩ đại nhất Trung Quốc. Sau khi cải biên, phim được làm theo hướng phim cổ trang tình cảm phấn đấu sự nghiệp của nữ giới, kể câu chuyện ba cô gái vì nhiều nguyên nhân mà từ Giang Nam đến Đông Kinh, dùng sự nỗ lực của bản thân để hoàn thành cú lội ngược dòng trong cuộc đời mình. Bộ phim được khởi quay vào tháng 2 năm 2021 và kết thúc vào tháng 7 cùng năm. Phim được trình chiếu trên Tencent Video vào ngày 2 tháng 6 năm 2022. Sau công chiếu bộ phim được đưa vào Bảo tàng Quốc gia Trung Quốc.

## Nội dung
Triệu Phán Nhi thông minh, xinh đẹp vốn xuất thân là con nhà quan. Tuy nhiên năm 9 tuổi vì tội của phụ thân mà nàng bị giáng làm quan nô, vào nhạc doanh Hàng Châu trở thành nhạc kỹ ca múa, năm 16 tuổi được thoát nhạc tịch hoàn lương nhờ lệnh ân xá của Thái Thú, trở thành dân chúng bình thường, nàng mở một quán trà nhỏ bên sông tại Hàng Châu. Hôn phu tương lai mà Triệu Phán Nhi sau 3 năm chờ đợi là Âu Dương Húc lại muốn hủy hôn khi đã thi đỗ Thám hoa. Triệu Phán Nhi không dễ dàng chấp nhận chuyện vô lý như thế, cô ngồi thuyền lên kinh thành để tìm gặp tên bội bạc làm cho ra lẽ. Trên hành trình này, cô gặp Cố Thiên Phàm - chỉ huy của chỉ huy của Hoàng Thành Ti, xuất thân từ con nhà quyền thế nhưng bản tính lương thiện, chính trực, vô tình bị quấn vào vụ trọng án tại Giang Nam, tại đây quen biết Phán Nhi.
Trên hành trình này, cũng là lúc Tôn Tam Nương gieo mình xuống sông tự vẫn vì tướng công phụ bạc và đứa con không chịu đi theo người mẫu thân số khổ, đến cả nhà mẫu thân cũng chẳng còn. Nhờ có Cố Thiên Phàm và Triệu Phán Nhi, nàng được cứu sống, nghĩ thông suốt tiếp tục đồng hành cùng Phán Nhi. Sau đó hai tỷ muội cùng nhau hợp tác, giúp đỡ Tống Dẫn Chương (một kỹ nữ giỏi đàn tỳ bà) thoát khỏi số phận bị chồng bạo hành.
Khi Âu Dương Húc biết tin Triệu Phán Nhi đã đến kinh thành, tìm được nơi ở của hắn ta, hắn tìm đủ cách để đuổi nàng ra khỏi Biện Kinh. May nhờ có Cố Thiên Phàm giúp đỡ, họ quyết định ở lại Biện Kinh, dựa vào năng lực của mình để mà kiếm sống. Họ quyết định mở quán trà tại để tự lập, tự làm chủ cuộc sống của bản thân. Triệu Phán Nhi cũng chẳng muốn liên tục làm phiền đến Cố Thiên Phàm.
Trải qua bao khó khăn, gặp đủ mọi trắc trở, cuối cùng thì ba chị em cũng đã từ một quán trà trở thành một tửu lâu lớn nhất tại Biện Kinh. Triệu Phán Nhi sau khi trải qua muôn vàn trắc trở đã dần nhìn thoáng hơn về mọi việc trong cuộc sống, cũng thôi không ôm hận mãi với Âu Dương Húc, đồng thời cũng mở ra một cánh cửa mới cho quyền bình đẳng cho những người phụ nữ có địa vị thấp kém trong thời xa xưa.

## Sản xuất và phân phối
Phim được khởi quay tại phim trường Hoành Điếm vào ngày 16 tháng 2 năm 2021. Ngày 7 tháng 6, Áp phích và preview đầu tiên của phim được công bố. Ngày 5 tháng 7 năm 2021, bộ phim hoàn thành công đoạn quay phim đồng thời tung ra video đóng máy tên "Giấc mộng Biện Kinh".
Ngày 25 tháng 2 năm 2022 bộ phim vượt qua kiểm duyệt của Tổng cục điện ảnh Trung Quốc lấy được giấy phép phát sóng, số lượng tập phim được thay đổi từ 48 tập thành 40 tập. Ngày 26 tháng 5 trailer đầu tiên của phim công bố. Ngày 31 tháng 5 đoàn phim phát hành trailer thứ 2 đồng thời công bố bộ phim sẽ bắt đầu công chiếu vào ngày 2 tháng 6 năm 2022 trên Tencent Video.

### Đội ngũ sản xuất
- Đạo diễn: Dương Dương
- Biên kịch: Trương Nguy
- Tổng chỉ đạo mỹ thuật: Lưu Kinh Bình
- Tổng chỉ đạo tạo hình: Hoàng Vy
- Tổng chỉ đạo quay phim: Hoàng Nhất Khâm
- Tổng chỉ đạo ánh sáng: Dương Nhược Lâm.
- Tổng giám đốc sản xuất: Phương Phương, Tề Soái, Vương Dụ Nhân
- Giám đốc sản xuất: Ngô Trác Khiêm, Diêm Lập Nghiêm, Khuyết Chí Thịnh

## Diễn viên

### Tuyến nhân vật chính
| Diễn viên    | Nhân vật        | Giới thiệu |
| ------------ | --------------- | ---------- |
| Lưu Diệc Phi | Triệu Phán Nhi  |            |
| Trần Hiểu    | Cố Thiên Phàm   |            |
| Liễu Nham    | Tôn Tam Nương   |            |
| Lâm Duẫn     | Tống Dẫn Chương |            |
| Từ Hải Kiều  | Âu Dương Húc    |            |

### Tuyến nhân vật phụ
| Diễn viên         | Nhân vật        | Giới thiệu |
| ----------------- | --------------- | ---------- |
| Đại Húc           | Trì Bàn         |            |
| Trương Hiểu Khiêm | Đỗ Trường Phong |            |
| Quản Vân Bằng     | Trần Liêm       |            |
| Lý Mộc Thần       | Cát Chiêu Đệ    |            |
| Tôn Tổ Quân       | Thẩm Như Trác   |            |
| Trương Tân Phong  | Chu Xá          |            |
| Vương Lạc Dũng    | Tiêu Khâm Ngôn  |            |
| Gia Nại           | Trương Hảo Hảo  |            |
| Bảo Kiếm Phong    | Hoàng Đế        |            |
| Lưu Kha Quân      | Hoàng Hậu       |            |
| Hồ Vũ Hiên        | Hà Tứ           |            |
| Lý Thánh Giai     | Tiêu Vị         |            |

- Đỗ Ngọc Minh vai Lôi Kính
- Lư Dũng vai Kha Chính
- Diêu An Liêm vai Tề Mai
- Lưu Á Tân vai Viên Truân Điền
- Lưu Vĩ vai Trọc Thạch Tiên sinh
- Trần Chấn vai  Trịnh Thanh Điền
- Doãn Chú Thắng vai Cao Thước
- Túc Vũ Kiệt vai Lão Cổ
- Diêu Vị Bình vai Tam Ti
- Quách Kim Kiệt vai Phó Tân Quý
- Hàn Viễn Kỳ	vai Phó Tý Phương
- Ngải Mông vai Triệu Phán Nhi lúc nhỏ

## Tiếp nhận
Đây là bộ phim đánh dấu sự trở lại của Lưu Diệc Phi sau 16 năm dừng đóng Phim truyền hình cổ trang kể từ tác phẩm Thần điêu đại hiệp (phim truyền hình 2006) để tập trung cho mảng Phim điện ảnh. Trên trang web đánh giá  điểm Douban, sau những tập đầu phát sóng, hiện bộ phim đang được chấm 8,8/10  điểm, tính đến ngày 27 tháng 6 sau khi bộ phim kết thúc với tài khoản VVIP bộ phim đã đạt được 8.5  điểm douban với hơn 500.000 lượt đánh giá. Mộng Hoa Lục đã trở thành bộ phim có  điểm đánh giá trên Douban cao nhất nửa đầu năm 2022. Ngoài thành tích Douban, phim còn đạt 100 triệu lượt xem chỉ trong ngày đầu tiên lên sóng, sang ngày tiếp theo phim đạt hơn 200 triệu lượt xem và đạt 400 triệu lượt xem chỉ trong 3 ngày lên sóng.
Tân Hoa Xã nhận xét về bộ phim:
Mộng Hoa Lục không chỉ là tác phẩm xuất sắc về mỹ học thị giác, cũng là một lần thử nghiệm mới mẻ về việc xây dựng nhân vật của người sáng tác nghệ thuật. Triệu Phán Nhi trong phim tuy trải qua nhiều khó khăn, những vẫn cùng hai chị em Tống Dẫn Chương và Tôn Tam Nương khích lệ lẫn nhau, giúp đỡ lẫn nhau, nhờ nỗ lực của bản thân mà giành được sự tôn trọng, tiến lên trên con đường tự lập tự cường. Bộ phim đáng quý ở chỗ song song với việc thể hiện khí khái đương đầu khó khăn của phụ nữ, nó còn xây dựng được hình tượng tập thể phụ nữ giúp đỡ lẫn nhau, cùng nhau trưởng thành. Triệu Phán Nhi không hề mạnh mẽ từ lúc sinh ra, nàng cũng từng thử chấp nhận số phận, từ bỏ tất cả những gì mình đang có để quay về với  điểm khởi đầu, nhưng khát vọng thay đổi số phận mãnh liệt đã dần giải phóng nàng khỏi nỗi gò bó đấu tranh với thế giới bên ngoài, đấu tranh với chính bản thân mình, vừa tự trưởng thành, vừa dẫn dắt hai chị em mở ra một khoảng trời riêng thuộc về mình ở nơi đất khách quê người. Như câu nói của Triệu Phán Nhi: "Phụ nữ như hoa mai, phải trải qua nhiều lần gió sương mới có thể nở ra những đóa hoa đẹp nhất."
Trang tin tức online của Nhân dân nhật báo Trung Quốc đánh giá: "Trong "Mộng Hoa Lục", ta có thể thấy được rất nhiều cô gái mang tư tưởng hiện đại, dùng phim cổ trang để thể hiện cuộc sống "hiện đại", kết hợp rất tốt cả hai phương diện này với nhau, nhất là diễn xuất của Lưu Diệc Phi đã diễn giải rất thành công nhân vật "người phụ nữ trưởng thành" Triệu Phán Nhi tự lập tự cường, trân trọng bản thân."

## Công chiếu
| Nền tảng phát sóng                   | Khu vực    | Ngày phát sóng            | Giờ phát sóng | Ghi chú               |
| ------------------------------------ | ---------- | ------------------------- | ------------- | --------------------- |
| Tencent Video                        | Trung Quốc | Ngày 2 tháng 6 năm 2022   | 20:00         | [ 8 ]                 |
| WeTV (Ap), Kênh YouTube)             | Quốc tế    | Ngày 2 tháng 6 năm 2022   | 20:00         | [ 8 ]                 |
| VIU                                  | Singapore  | Ngày 2 tháng 6 năm 2022   |               | [ 37 ]                |
| Vieon                                | Việt Nam   | Ngày 16 tháng 6 năm 2022  |               |                       |
| Đài truyền hình Astro                | Malaysia   | Ngày 27 tháng 6 năm 2022  |               | [ 38 ]                |
| Netflix                              | Đài Loan   | Ngày 1 tháng 7 năm 2022   |               | [ 39 ] [ 40 ]         |
| Singtel TV e-Le                      | Singapore  |                           |               |                       |
| Trueid                               | Thái Lan   |                           |               | [ 41 ]                |
| Đài truyền hình TVB                  | Hồng Kông  | Ngày 5 tháng 9 năm 2022   | 20:30         | Lồng tiếng Quảng Đông |
| Chunghwa TV                          | Hàn Quốc   | Ngày 13 tháng 9 năm 2022  | 10:00         | [ 42 ]                |
| TVING                                | Hàn Quốc   | Ngày 13 tháng 9 năm 2022  |               | [ 43 ]                |
| Đài truyền hình Bắc Kinh             | Trung Quốc | Ngày 22 tháng 11 năm 2022 | 19:30         | [ 44 ]                |
| Đài truyền hình Wowow                | Nhật Bản   | Ngày 26 tháng 1 năm 2023  | 20:00         | [ 45 ]                |
| Đài truyền hình Hà Bắc               | Trung Quốc | Ngày 9 tháng 1 năm 2023   | 20:00         |                       |
| Đài truyền hình Giải trí Trung Thiên | Đài Loan   | TBA                       |               | [ 46 ]                |

## Giải thưởng và đề cử
| Giải thưởng                                                        | Hạng mục                                                   | Trao cho                                                               | Kết quả   | Ref    |
| ------------------------------------------------------------------ | ---------------------------------------------------------- | ---------------------------------------------------------------------- | --------- | ------ |
| Giải Bạch Ngọc Lan lần thứ 28                                      | Phim truyền hình xuất sắc nhất                             | Dương Dương                                                            | Đề cử     | [ 47 ] |
| Giải Bạch Ngọc Lan lần thứ 28                                      | Đạo diễn xuất sắc nhất                                     | Mộng Hoa Lục                                                           | Đề cử     | [ 47 ] |
| Giải Bạch Ngọc Lan lần thứ 28                                      | Kịch bản gốc xuất sắc nhất                                 | Trương Nguy                                                            | Đề cử     | [ 47 ] |
| Giải Phi Thiên lần thứ 34                                          | Phim truyền hình xuất sắc nhất                             | Mộng Hoa Lục                                                           | Đề cử     | [ 48 ] |
| Giải Kim Ưng lần thứ 32                                            | Phim truyền hình xuất sắc nhất                             | Mộng Hoa Lục                                                           | Đề cử     | [ 49 ] |
| Giải Kim Ưng lần thứ 32                                            | Đạo diễn xuất sắc nhất                                     | Dương Dương                                                            | Đề cử     | [ 49 ] |
| Giải Kim Ưng lần thứ 32                                            | Nữ diễn viên phụ xuất sắc nhất                             | Liễu Nham                                                              | Đề cử     | [ 49 ] |
| Giải thưởng Truyền hình Quốc tế Seoul                              | Phim dài tập xuất sắc nhất                                 | Mộng Hoa Lục                                                           | Đề cử     | [ 50 ] |
| Giải thưởng Truyền hình Quốc tế Seoul                              | Đạo diễn xuất sắc nhất                                     | Dương Dương                                                            | Đề cử     |        |
| Giải thưởng Truyền hình Quốc tế Seoul                              | Biên kịch xuất sắc nhất                                    | Trương Nguy                                                            | Đề cử     |        |
| Giải thưởng Truyền hình Quốc tế Seoul                              | Nữ diễn viên chính xuất sắc nhất                           | Lưu Diệc Phi                                                           | Đề cử     |        |
| Giải thưởng Ngỗng Vàng - Hạng mục phim truyền hình                 | Phim được khán giả yêu thích của năm                       | Mộng Hoa Lục                                                           | Đoạt giải | [ 51 ] |
| Giải thưởng Ngỗng Vàng - Hạng mục phim truyền hình                 | Phim được hội viên yêu thích của năm                       | Mộng Hoa Lục                                                           | Đoạt giải | [ 51 ] |
| Giải thưởng Ngỗng Vàng - Hạng mục phim truyền hình                 | Phim có giá trị thương mại nhất của năm                    | Mộng Hoa Lục                                                           | Đoạt giải | [ 51 ] |
| Giải thưởng Ngỗng Vàng - Hạng mục phim truyền hình                 | Biên kịch xuất sắc của năm                                 | Trương Nguy                                                            | Đoạt giải | [ 51 ] |
| Giải thưởng Ngỗng Vàng - Hạng mục phim truyền hình                 | Nhà sản xuất xuất sắc của năm                              | Vương Dụ Nhân                                                          | Đoạt giải | [ 51 ] |
| Giải thưởng Ngỗng Vàng - Hạng mục phim truyền hình                 | Đạo diễn của năm                                           | Dương Dương                                                            | Đoạt giải | [ 51 ] |
| Giải thưởng Ngôi sao vàng                                          | Bản quyền IP - Thế hệ mới xuất sắc                         | Mộng Hoa Lục                                                           | Đoạt giải | [ 52 ] |
| Liên hoan phim quốc tế Macao - Giải Sen Vàng mảng phim truyền hình | Phim truyền hình xuất sắc nhất                             | Mộng Hoa Lục                                                           | Đề cử     | [ 53 ] |
| Liên hoan phim quốc tế Macao - Giải Sen Vàng mảng phim truyền hình | Nữ diễn viên xuất sắc nhất                                 | Lưu Diệc Phi                                                           | Đoạt giải | [ 53 ] |
| Liên hoan phim quốc tế Macao - Giải Sen Vàng mảng phim truyền hình | Nam diễn viên xuất sắc nhất                                | Trần Hiểu                                                              | Đề cử     | [ 53 ] |
| Liên hoan phim quốc tế Macao - Giải Sen Vàng mảng phim truyền hình | Đạo diễn xuất sắc nhất                                     | Dương Dương                                                            | Đề cử     | [ 53 ] |
| Liên hoan phim quốc tế Macao - Giải Sen Vàng mảng phim truyền hình | Nữ diễn viên phụ xuất sắc nhất                             | Lâm Duẫn                                                               | Đề cử     | [ 53 ] |
| Giải Hoa Đỉnh lần thứ 35                                           | Nhà sản xuất phim truyền hình xuất sắc nhất                | Trương Chí Vĩ, Diêm Lập Nghiêm, Ngô Trác Khiêm, Tưởng Mịch, Trịnh Nguy | Đoạt giải | [ 54 ] |
| Giải Hoa Đỉnh lần thứ 35                                           | Nữ diễn viên chính phim truyền hình xuất sắc nhất          | Lưu Diệc Phi                                                           | Đề cử     | [ 54 ] |
| Giải Hoa Đỉnh lần thứ 35                                           | Nam diễn viên phim truyền hình xuất sắc nhất mảng cổ trang | Trần Hiểu                                                              | Đề cử     | [ 54 ] |
| Giải Hoa Đỉnh lần thứ 35                                           | Nữ diễn viên phim truyền hình xuất sắc nhất mảng cổ trang  | Liễu Nham                                                              | Đoạt giải | [ 54 ] |
| Giải Hoa Đỉnh lần thứ 35                                           | Đạo diễn phim truyền hình xuất sắc nhất                    | Dương Dương                                                            | Đề cử     | [ 54 ] |
| Giải Gấu Trúc Vàng lần thứ nhất                                    | Nữ diễn viên chính xuất sắc nhất                           | Lưu Diệc Phi                                                           | Đề cử     | [ 55 ] |

### Tranh cãi liên quan đến giải thưởng
Lưu Diệc Phi vốn được ban tổ chức Giải Kim Ưng lần thứ 32 đưa vào danh sách đề cử Nữ diễn viên chính xuất sắc, với các phim Đi đến nơi có gió và Mộng hoa lục. Từ đầu tháng 9, tên và ảnh của cô xuất hiện trên trang web của sự kiện cùng các diễn viên khác, để khán giả bình chọn. Tuy nhiên, đến ngày 10/9, thông tin về Lưu Diệc Phi biến mất khỏi trang web lễ trao giải. Nhiều trang báo lớn đặt ra nghi vấn lý do của việc xóa tên này là do vấn đề quốc tịch của Lưu Diệc Phi, theo đó Giải Kim Ưng 2024 yêu cầu các ứng viên đề cử phải có quốc tịch Trung Quốc, trong khi Lưu Diệc Phi hiện đang mang quốc tịch Mỹ. Bên cạnh Lưu Diệc Phi các nghệ sĩ khác là Tưởng Thi Manh (quốc tịch Anh), Trần Xung (Mỹ), Tư Cầm Cao Oa (Thụy Sĩ) và Phùng Gia Di (Australia) cũng bị giải thưởng Kim Ưng lần thứ 32 gạch bỏ tên.

## Nhạc phim
Bản phát sóng tại Trung Quốc
| STT | Nhan đề                                          | Phổ lời                                   | Phổ nhạc                | Trình bày         | Thời lượng |
| --- | ------------------------------------------------ | ----------------------------------------- | ----------------------- | ----------------- | ---------- |
| 1.  | "Không tiếc thời gian" (不惜时光)                | Giang Kha, Đại Nhạc Đông, Diêm Lập Nghiêm | Phùng Bác               | Trương Lương Dĩnh | 04:24      |
| 2.  | "Mộng Hoa" (梦华)                                | Đại Nhạc Đông, Diêm Lập Nghiêm            | Đại Nhạc Đông           | Lưu Vũ Ninh       | 03:37      |
| 3.  | "Cảnh đẹp đêm nay là năm nào" (今夕是何年)       | Đại Nhạc Đông, Sầm Tư Nguyên              | Đại Nhạc Đông           | Sunnee            | 03:22      |
| 4.  | "Hồng hạnh đầu cành rộn ý xuân" (红杏枝头春意闹) | Trương Ngụy; Sầm Tư Nguyên                | Lữ Lượng, Đại Nhạc Đông | Ngân Lâm          | 03:43      |
| 5.  | "Niệm Niệm" (念念)                               | Đại Nhạc Đông, Diêm Lập Nghiêm            | Đại Nhạc Đông           | Ngụy Kỳ Kỳ        | 03:35      |

Bản phát sóng tại Hong Kong
| STT | Nhan đề                           | Phổ lời  | Phổ nhạc     | Trình bày     | Thời lượng |
| --- | --------------------------------- | -------- | ------------ | ------------- | ---------- |
| 1.  | "Em của quá khứ" (我就像從前)     | Dương Hy | Lưu Dĩ Thăng | Cúc Tử Kiều   | 02:52      |
| 2.  | "Minh thiên khai thuỷ" (明天開始) | Dương Hy | Đàm Dư Thuấn | Phan Tịnh Văn | 04:14      |

## Rating

### Rating Đài truyền hình TVB
| Tập        | Ngày chiếu                    | Rating    | Ghi chú                         | Ref    |
| ---------- | ----------------------------- | --------- | ------------------------------- | ------ |
| 1-5        | 5- 9 tháng 9 năm 2022         | 20.3 điểm | Phim được cắt xuống 30 tập phim | [ 58 ] |
| 6-10       | 12- ngày 16 tháng 9 năm 2022  | 20.1 điểm | Phim được cắt xuống 30 tập phim | [ 59 ] |
| 11-15      | 19 - ngày 23 tháng 9 năm 2022 | 19.3 điểm | Phim được cắt xuống 30 tập phim | [ 60 ] |
| 16-20      | 26 - 30 tháng 9 năm 2022      | 19.3 điểm | Phim được cắt xuống 30 tập phim | [ 61 ] |
| 21-25      | 3 - ngày 7 tháng 10 năm 2022  | 19.4 điểm | Phim được cắt xuống 30 tập phim | [ 62 ] |
| 26-30      | 10 -14 tháng 10 năm 2022      | 19.8 điểm | Phim được cắt xuống 30 tập phim | [ 63 ] |
| Trung bình | Trung bình                    | 20.3 điểm | Phim được cắt xuống 30 tập phim |        |